# 漢考克查普爾 (印地安納州)
漢考克查普爾（英語：Hancock Chapel）是位於美國印地安納州哈里森縣的一個非建制地區。該地的面積和人口皆未知。